# Bobby Ayala
Robert Joseph „Bobby“ Ayala (* 8. Juli 1969 in Ventura, Kalifornien) ist ein ehemaliger US-amerikanischer Baseballspieler in der Major League Baseball (MLB) auf der Position des Pitchers.

## Biografie
Bobby Ayala gab sein Debüt in der National League bei den Cincinnati Reds am 5. September 1992 als Starting Pitcher. Im Jahr 1993 wurde er Einwechselwerfer.
Im Jahr 1994 tauschten die Reds ihn und Dan Wilson gegen Bret Boone und Erik Hanson ein und transferierten ihn zu den Seattle Mariners. Er spielte bis 1998 für die Mariners, anschließend bei den Montreal Expos und Chicago Cubs im Jahr 1999.